# Austropaschia porrigens
Austropaschia porrigens är en fjärilsart som beskrevs av George Francis Hampson 1916. Austropaschia porrigens ingår i släktet Austropaschia och familjen mott. Inga underarter finns listade i Catalogue of Life.